# Turnier der Meister
Das Turnier der Meister ist eines der bedeutendsten internationalen Turniere im Gerätturnen, welches seit 1973 existiert. Nach zwei Auflagen in Schwerin (1973) und Berlin (1978) findet das „Turnier der Meister“ seit 1979 jährlich in ununterbrochener Reihe in Cottbus statt.
Bis 1993 bestand der Wettkampf aus einem schlichten Mehrkampf mit einer Turn-Übung an jedem Gerät und den anschließenden Gerätefinals. Ab 1994 galt das Turnier als Grand-Prix-Veranstaltung. Von 2000 bis 2010 und seit 2016 erneut ist das Turnier der Meister vom internationalen Turnerbund (Fédération Internationale de Gymnastique, FIG) als World Cup Turnier anerkannt. Von 2011 bis 2016 war die Veranstaltung Teil der Challenge-Cup-Serie der FIG.

## Veranstaltungsorte in Cottbus
Das Turnier der Meister fand von 1979 bis 1995, 1997 bis 2000 und 2002 in der Stadthalle Cottbus statt. 1996 und 2001 machte das Turnier Station in der Messehalle Cottbus, verlor aber dabei das Flair der „Turnoper“ Stadthalle. Seit 2003 wird in der Lausitz-Arena Cottbus geturnt. Die Arena bietet zwar auch nicht die edle Atmosphäre der Cottbuser Stadthalle, bringt aber bei ähnlicher Kapazität entscheidende Vorteile für die Sportler wie beispielsweise die separate Einturnhalle. Zum Jubiläum 2006, das 30. Turnier der Meister und die 850-Jahr-Feier der Stadt Cottbus kehrte das Turnier zu den Finals noch einmal in die Stadthalle zurück.

## Bedeutung
Das Cottbuser Turnier der Meister gilt heute als älteste Turnveranstaltung von internationaler Bedeutung. Auch wenn das Turnier im Reglement der FIG zwischenzeitlich nur als Challenge galt, ist es bei den Topathleten der Welt äußerst beliebt. Das liegt vor allem an der für die Turner perfekten Organisation und am familiären Flair der Veranstaltung. „Turnier der Meister“ ist seit 2003 auch als Marke patentrechtlich geschützt.
Im Olympiajahr 2024 stellte das Turnier mit über 300 Teilnehmenden aus 73 Nationen den größten Turn-Weltcup aller Zeiten dar. 

## Siegerliste

### Ab 1994
Ab 1994 wurde das Turnier der Meister zunächst ein Grand-Prix-, von 2000 bis 2010 ein Worldcup-Turnier. Seither ersetzen die Gerätefinals den Mehrkampf.
Von 2011 bis 2016 war das Turnier Bestandteil der FIG-Challenge-Cup-Serie, 2016 bekam es erneut den Status eines Weltcup-Turniers zugesprochen. Der traditionelle Turnier-Termin wurde in dem Zuge vom Frühjahr in den Herbst verlegt. Dadurch fand das Turnier der Meister im Jahr 2016 zweimal statt – einmal als Challenge-Cup im Frühjahr und einmal als Weltcup im Herbst. Seit 2017 finden die Turniere wieder als Einzelgeräte-Weltcups statt.
| Jahr    | Frauen              | Frauen         | Frauen                | Frauen           | Männer         | Männer           | Männer               | Männer         | Männer        | Männer           |
| ------- | ------------------- | -------------- | --------------------- | ---------------- | -------------- | ---------------- | -------------------- | -------------- | ------------- | ---------------- |
| Jahr    | Sprung              | Stufenbarren   | Schwebebalken         | Boden            | Boden          | Pauschenpferd    | Ringe                | Sprung         | Barren        | Reck             |
| 2024    | Chang Ok An         | Kaylia Nemour  | Yaqin Zhou            | Yaqin Zhou       | Harry Hepworth | Nariman Kurbanov | Nikita Simonov       | A. Dawtjan     | I. Kowtun     | Chia-Hung Tang   |
| 2023    | M. Esposito         | A. D’Amato     | M. Okamura            | A. Kokufugata    | A. Dolgopyat   | A. Azimov        | E. Petrounias        | A. Dawtjan     | I. Kowtun     | S. Kawakami      |
| 2022    | T. Kysselef         | T. Volleman    | D. Batrona            | A. Petisco       | Y. Sharamkou   | F. Ude           | İ. Çolak             | A. Dawtjan     | I. Kowtun     | B. Malone        |
| 2019    | L. Yu               | Y. Fan         | U. Ashikawa           | A. Batschynska   | K. Minami      | H. Weng          | Y. Liu               | I. Radiwilow   | O. Wernjajew  | H. Miyachi       |
| 2018    | R. Andrade          | N. Derwael     | R. Andrade            | F. Saraiva       | A. Dolgopyat   | C. K. Lee        | Y. Liu               | I. Radiwilow   | O. Wernjajew  | E. Zonderland    |
| 2017    | O. Chusovitina      | E. Seitz       | C. Wang               | L. Achaimowa     | R. Klavora     | J. Wang          | I. Radiwilow         | K. Asako       | D. Tan        | A. Bretschneider |
| 2016 WC | E. Little           | Z. Kovács      | Z. Kovács             | C. Kröll         | N. Hayasaka    | K. Berki         | I. Radiwilow         | I. Radiwilow   | Y. Kamoto     | A. Bretschneider |
| 2016 CC | O. Chusovitina      | S. Scheder     | K. Jurkowska-Kowalska | L. Top           | D. Hypólito    | L. Smith         | I. Radiwilow         | O. Wernjajew   | M. Nguyen     | O. Wernjajew     |
| 2015    | O. Chusovitina      | J. Adlerteg    | A. E. Munteanu        | M. Pihan-Kulesza | K. Shirai      | O. Wernjajew     | A. Nabarrete Zanetti | O. Wernjajew   | O. Wernjajew  | U. Samiloglu     |
| 2014    | J. Berger           | S. Scheder     | N. Makra              | M. Pihan-Kulesza | D. Abljasin    | K. Berki         | D. Abljasin          | T. Tuuha       | K. Uematsu    | A. Bretschneider |
| 2013    | O. Chusovitina      | A. Grischina   | A. Grischina          | M. Chant         | M. Fahrig      | D.-D. Truyens    | E. Petrounias        | J. Dalton      | H. T. Nguyen  | A. Bretschneider |
| 2012    | B. Rogers           | E. Seitz       | V. Millousi           | D. Chelaru       | P. Boy         | Q. Xiao          | C. Yibing            | I. Radiwilow   | M. Petkovšek  | E. Zonderland    |
| 2011    | O. Chusovitina      | Jinnan Yao     | Jinnan Yao            | Jinnan Yao       | E. Kosmidis    | H. Zhang         | X. Luo               | O. Yakubovskyi | Y. Cucherat   | A. Tsarevich     |
| 2010    | O. Chusovitina      | K. Vaculik     | T. Solovyeva          | M. Pihan-Kulesza | M. Nguyen      | S. Bertoncelj    | S. Ait Said          | M. Fahrig      | Y. Hoshi      | E. Zonderland    |
| 2009    | A. Käslin           | A. Brinker     | M. Pihan-Kulesza      | S. Lu            | K. Uchimura    | D.-D. Truyens    | Y. van Gelder        | J. Wammes      | M. Petkovsek  | Y. Cucherat      |
| 2008    | O. Chusovitina      | K. He          | X. Sha                | S. Izbasa        | F. Hambüchen   | K. Berki         | Y. van Gelder        | O. Yakubovskyi | L. Xiaopeng   | Z. Kai           |
| 2007    | O. Chusovitina      | E. Garcia      | Y. Fan                | E. Garcia        | V. Kuvakin     | K. Berki         | R. Carmona           | W. Du          | H. Teng       | V. Maras         |
| 2006    | J. Bieger           | L. Ya          | I. Isajeva            | I. Isajeva       | D. Hypolito    | K. Berki         | Y. van Gelder        | B. O’Neill     | M. Petkovsek  | V. Maras         |
| 2005    | L. Souza            | Y. Fan         | Y. Lozhechko          | M. Mesalles      | P. Dominguez   | M. Urzică        | Y. van Gelder        | B. Lu          | M. Urzică     | I. Yoneda        |
| 2004    | O. Chusovitina      | E. Tweddle     | C. Ponor              | D. dos Santos    | I. Vichovs     | V. Cano          | D. Tambakos          | L. Blanik      | V. Tsolakidis | A. Pegan         |
| 2003    | O. Chusovitina      | E. Tweddle     | A. Pawlowa            | A. Pawlowa       | R. Gal         | M. Urzică        | J. Jowtschew         | R. A. Karim    | Y. Cucherat   | A. Pegan         |
| 2002    | O. Chusovitina      | E. Tweddle     | D. Hypolito           | A. Slater        | J. Sapronenko  | M. Urzică        | J. Jowtschew         | C. L. Tamayo   | Y. Cucherat   | P. Rizzo         |
| 2001    | J. Samolodtschikowa | S. Chorkina    | C. Yue Bai            | E. Lobaznjuk     | J. Sapronenko  | M. Urzică        | S. Csollány          | Bin Lu         | A. Pegan      | A. Pegan         |
| 2000    | D. Lopez            | V. Karpenko    | S. Chorkina           | J. Produnowa     | V. Rudnitski   | M. Urzică        | S. Csollány          | X. Junfeng     | A. Wecker     | A. Jeltkov       |
| 1999    | E. Zamolodchikova   | S. Chorkina    | S. Chorkina           | A. Kovaleva      | L. Xiaopeng    | O. Beresch       | I. Iwankou           | A. Bondarenko  | J. Carballo   | I. Iwankou       |
| 1998    | A. Varga            | S. Chorkina    | J. Produnowa          | L. Mason         | A. Bondarenko  | I. Iwankou       | I. Iwankou           | Y. Hong-Chul   | A. Dimitrenko | K. Oelsch        |
| 1997    | K. Kern             | O. Chusovitina | O. Chusovitina        | O. Chusovitina   | S. Fedorchenko | J.-P. Nikiferow  | A. Demijanov         | A. Bondarenko  | I. Iwankou    | A. Demijanov     |
| 1996    | D. Kotschetkowa     | A. Piskun      | D. Kotschetkowa       | O. Chusovitina   | H. Misjutin    | Li Donghua       | A. Demijanov         | V. Scherbo     | A. Nemov      | A. Wecker        |
| 1995    | L. Podkopajewa      | A. Nyeste      | S. Chorkina           | L. Podkopajewa   | H. Missjutin   | H. Missjutin     | A. Wecker            | H. Missjutin   | R. Scharipov  | I. Iwankou       |
| 1994    | A. Ghimpu           | A. Piskun      | E. Roschina           | A. Piskun        | N. Podgorny    | W. Belenki       | J. Chechi            | W. Belenki     | W. Belenki    | W. Schtscherba   |

### 1979–1993
Von 1979 bis 1993 wurde der Turnier-Sieger im Mehrkampf ermittelt.
| Jahr | Frauen Mehrkampf      | Männer Mehrkampf                 |
| ---- | --------------------- | -------------------------------- |
| 1993 | Jana Günther          | Wital Schtscherba                |
| 1992 | Henrietta Ónodi       | Alexei Woropajew                 |
| 1991 | Alena Piskun          | Sylvio Kroll                     |
| 1990 | Henrietta Ónodi       | Qiao Ling                        |
| 1989 | Brandy Johnson        | Sylvio Kroll                     |
| 1988 | Viktoria Ivkova       | Holger Behrendt                  |
| 1987 | Gabriela Potorac      | Sylvio Kroll                     |
| 1986 | Astrid Heese          | Li Chol Hon                      |
| 1985 | Gabriele Fähnrich     | Ulf Hoffmann                     |
| 1984 | Simone Harperath      | Roland Brückner, Jens Fischer    |
| 1983 | Wie Jiang, Sylvia Rau | Holger Behrendt                  |
| 1982 | Galina Marinowa       | Roland Brückner, Michael Nikolay |
| 1981 | Maxi Gnauck           | Michael Nikolay                  |
| 1980 | Maxi Gnauck           | Roland Brückner                  |
| 1979 | Maxi Gnauck           | Roland Brückner                  |